# Jinsha (jaciment arqueològic)

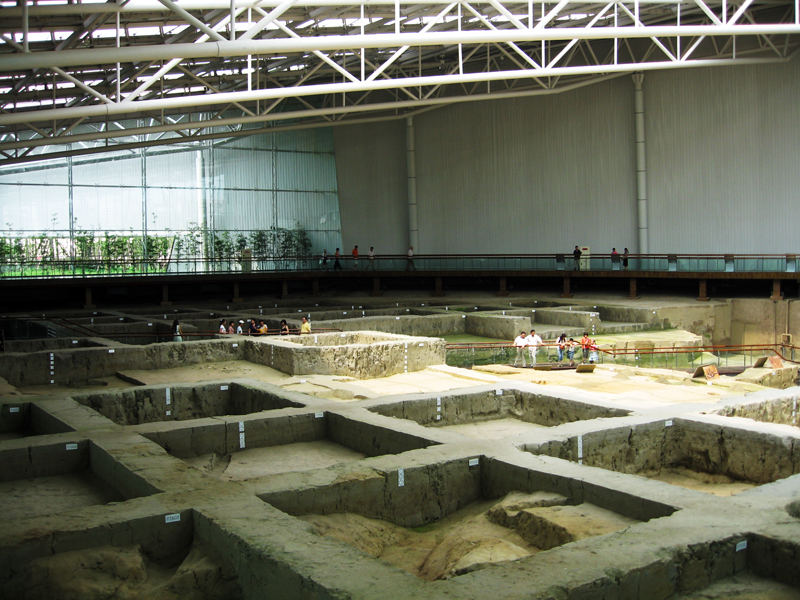
Lloc de Jinsha

Jinsha és un jaciment arqueològic en Sichuan, Xina. Localitzat en el districte Qingyang de la prefectura de Chengdu, al llarg del riu Modi (摸底河). El jaciment de Jinsha fou accidentalment descobert per en febrer del 2001 durant unes obres de construcció de l'estat. Localitzat a 50 km de Sanxingdui, el lloc florí al voltant del 1000 BCE i comparteix semblances amb objectes enterrats de Sanxingdui. Ivori, artefactes de jade, objectes de bronze, objectes d'or i objectes tallats en pedra van ser trobats al jaciment. A diferència del jaciment de Sanxingdui, Jinsha no tenia una defensa emmurallada. La cultura jinsha (1200-650 BCE) fou una fase final de la cultura Sanxingdui i representa una relocalització del poder polític central en l'antic Regne de Sehu. La ciutat va ser construïda a la riba del riu Modi.